# Thomas Evenson
Thomas „Tom” Evenson (ur. 9 stycznia 1910 w Manchesterze, zm. 28 listopada 1997 tamże) – brytyjski lekkoatleta (długodystansowiec), wicemistrz olimpijski z 1932.
Startując jako reprezentant Anglii zwyciężył w 1930 w Crossie Narodów (poprzedniku mistrzostw świata w biegach przełajowych). W tym samym roku zdobył brązowy medal w biegu na 6 mil na igrzyskach Imperium Brytyjskiego w 1930 w Hamilton, a w biegu na 3 mile zajął 5. miejsce.
Na igrzyskach olimpijskich w 1932 w Los Angeles zdobył srebrny medal w biegu na 3000 metrów z przeszkodami za Volmarim Iso-Hollo z Finlandii, a przed Joem McCluskeyem ze Stanów Zjednoczonych. Ponownie zwyciężył w Crossie Narodów w 1933.
Zdobył srebrny medal w biegu na 2 mile z przeszkodami na igrzyskach Imperium Brytyjskiego w 1934 w Londynie. Startował w biegu na 3000 metrów z przeszkodami na igrzyskach olimpijskich w 1936 w Berlinie, ale odpadł w biegu eliminacyjnym.
Evenson był mistrzem Wielkiej Brytanii (AAA) w biegu na 2 mile z przeszkodami w 1931, 1932 i 1936, a w biegu przełajowym w 1933.